# Ficus sansibarica
Ficus sansibarica är en mullbärsväxtart. Ficus sansibarica ingår i släktet fikonsläktet, och familjen mullbärsväxter.

## Underarter
Arten delas in i följande underarter:
- F. s. macrosperma
- F. s. sansibarica

## Bildgalleri

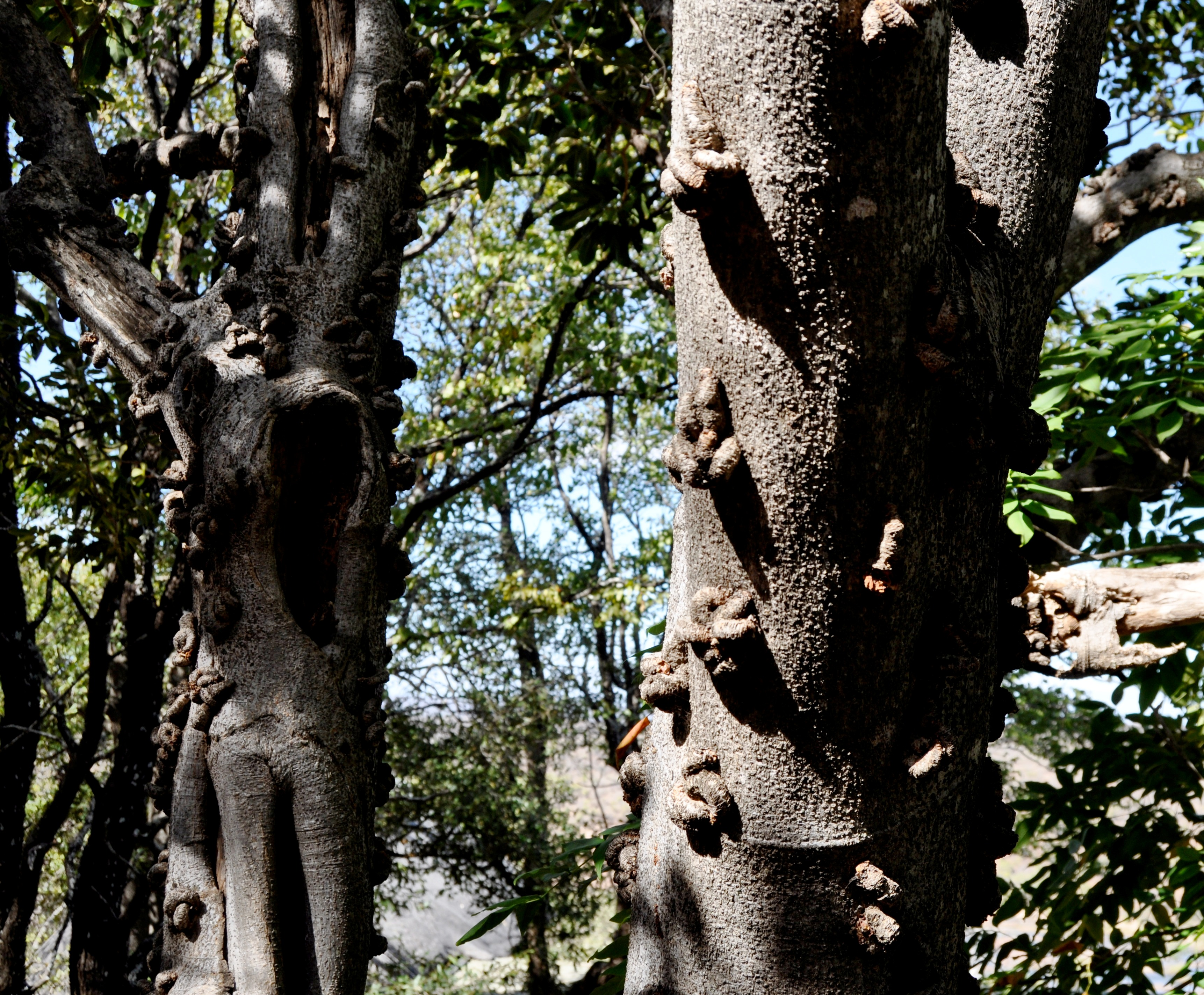
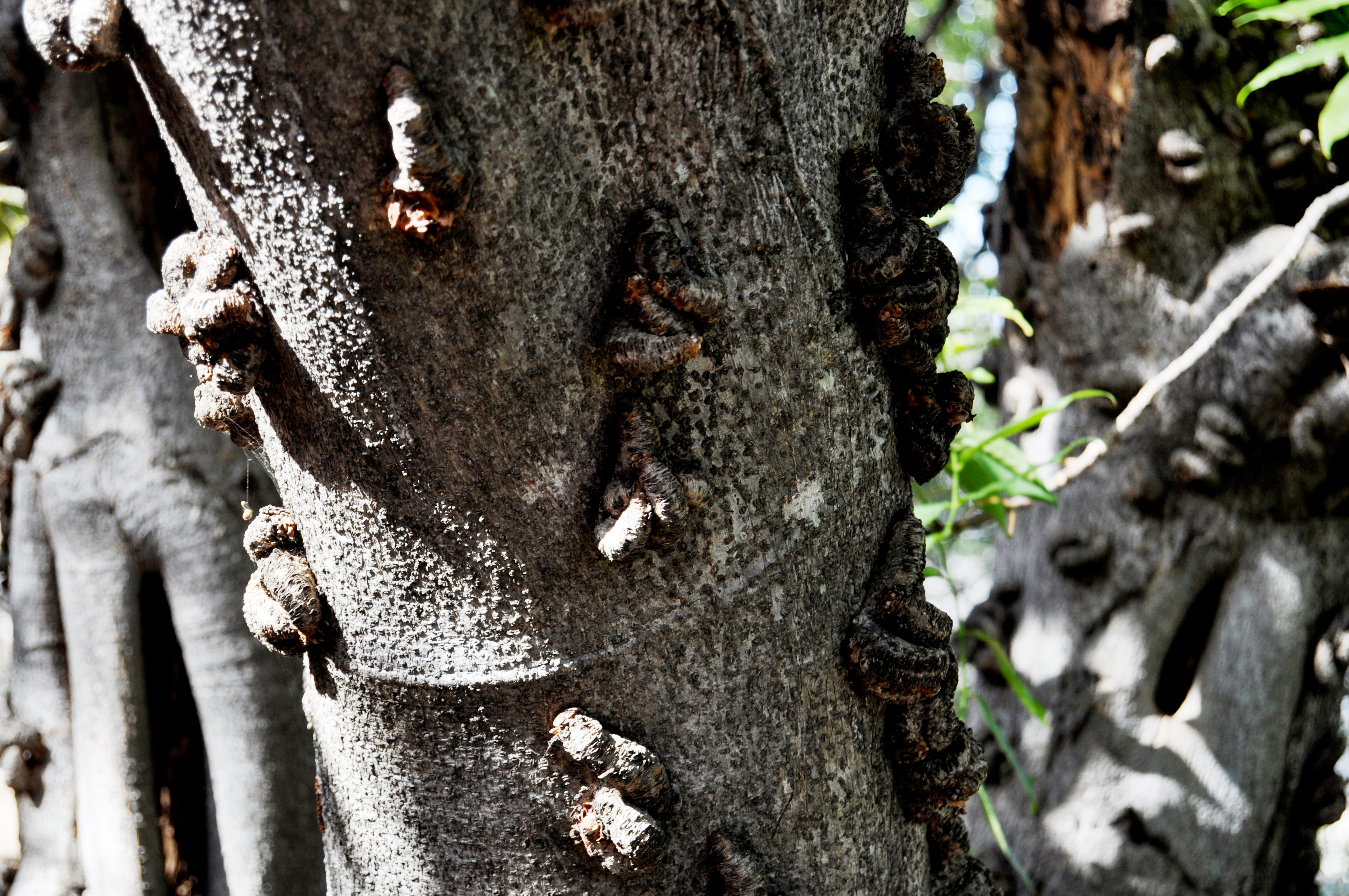